# الصالحية (قنا)
قرية الصالحية هي إحدى القرى التابعة لمركز قنا في محافظة قنا في جمهورية مصر العربية. حسب إحصاءات سنة 2006، بلغ إجمالي السكان في الصالحية 16053 نسمة، منهم 8131 رجل و7922 امرأة.